# مدیو باودو
مدیو باودو (انگلیسی: Medio Baudó) نام شهری در کشور کلمبیا است.